# Лејкпорт (Тексас)
Лејкпорт (енгл. Lakeport) град је у америчкој савезној држави Тексас. По попису становништва из 2010. у њему је живело 974 становника.

## Демографија
Према попису становништва из 2010. у граду је живело 974 становника, што је 113 (13,1%) становника више него 2000. године.
| Група             | 2000.       | 2010.       |
| Белци             | 389 (45,2%) | 295 (30,3%) |
| Афроамериканци    | 413 (48,0%) | 518 (53,2%) |
| Азијати           | 2 (0,2%)    | 10 (1,0%)   |
| Хиспаноамериканци | 48 (5,6%)   | 135 (13,9%) |
| Укупно            | 861         | 974         |